# Iota1 Scorpii
Iota1 Scorpii is een ster in het sterrenbeeld Schorpioen. De ster staat soms ook bekend als Apollyon, vernoemd naar de demon Abaddon. Iota1 Scorpii is met een spectraalklasse van F2 Ia een superreus.